# Serápis Bei
Serápis Bei, Ápis, Asar-Ápis ou ainda Osíris-Ápis era originalmente um deus egípcio do submundo. Na teosofia e círculos new age é conhecido como Serápis Bei, e está encarregado da ascensão em Luxor, no Egito.
É considerado em Teosofia como sendo um dos Mestres da Sabedoria Antiga, e nos Ensinamentos do Mestre Ascenso um mestre ascensionado e membro da Grande Fraternidade Branca. Ele é considerado como o Chohan (ou Senhor) do Quarto Raio. C. W. Leadbeater escreveu que Henry Steel Olcott recebeu treinamento em ocultismo por Serápis Bei quando seu próprio mestre Morya, estava indisponível. Uma série de supostas cartas de Serápis para Olcott encorajando-o a apoiar Blavatsky na fundação da Sociedade Teosófica foram publicados no livro Cartas dos Mestres da Sabedoria.

## Encarnações
De acordo com os ensinamentos de Agni Yoga, Serápis Bei também encarnou como rei Numa Pompílio, assim como os filósofos Confúcio, Platão e Sêneca, Serápis também foi incorporado como Leônidas, rei de Esparta.